# Zündhütle

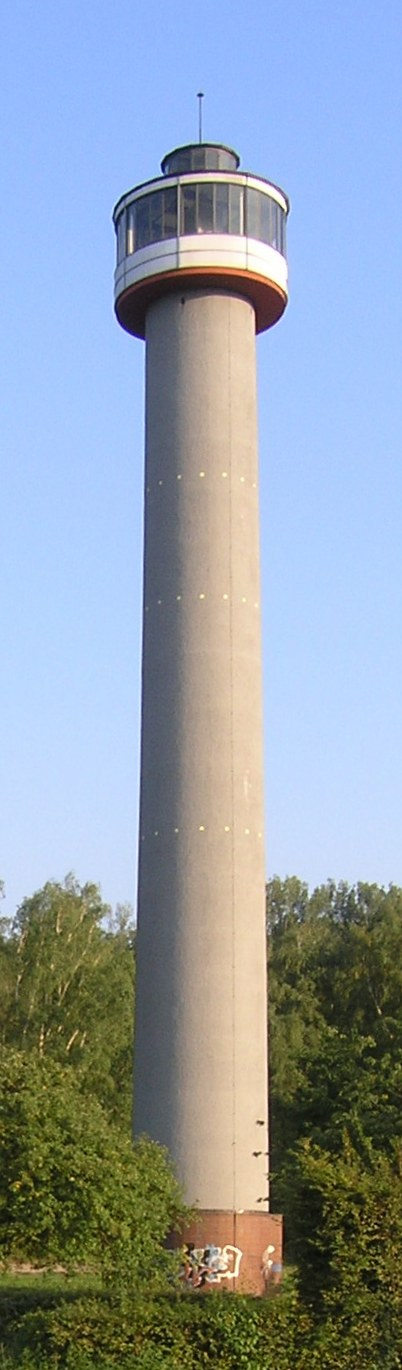
Das Zündhütle

Das Zündhütle ist ein 1952/53 errichteter, 40 Meter hoher Fallturm in Karlsruhe-Wolfartsweier.
Der Turm wurde von der Munitionsfabrik Gustav Genschow & Co. AG als Schrotturm errichtet. Hierzu ließ man oben flüssiges Blei durch ein Sieb im Innern hinunterregnen und fing unten die erstarrten Bleikugeln auf. 1973 wurde die Munitionsproduktion auf dem Areal eingestellt, nachdem die Munitionsfabrik 1963 Teil der Dynamit Nobel AG geworden war. Mit Ausnahme des Zündhütles wurden alle Gebäude der Fabrik abgerissen. Heute dient der denkmalgeschützte Turm dem Karlsruher Institut für Technologie für meteorologische und geodätische Forschungen.